# Ferdinand Kauer
Ferdinand Kauer (18. ledna 1751 Dyjákovičky – 13. dubna 1831 Vídeň) byl rakouský hudební skladatel, houslista, klavírista a dirigent narozený na Moravě.

## Život
Jeho otec byl venkovský kantor a dal synovi základy hudebního vzdělání. Studoval na jezuitské koleji ve Znojmě, kde zpíval ve sboru a vypomáhal i jako varhaník. Po ukončení studia ve Znojmě působil jako učitel u jezuitů v Rumburku, ale záhy odešel do Trnavy studovat medicínu.
V roce 1777 byla na příkaz císařovny Marie Terezie trnavská univerzita přeložena do Budína. Tam již Kauer školu nenásledoval, neboť medicíny zanechal a začal se cele věnovat hudbě. Odešel do Vídně, kde se stal varhaníkem v kostele servitů, přivydělával si výukou hry na klavír a studoval kompozici u Josepha Heidenreicha.
V roce 1778 se stal cenzorem, překladatelem a korektorem ve vydavatelství „Ontaria and Co.“ V té době také vydal svá hudebně teoretická díla: Školu hry na klavír, violu a flétnu a Školu generálbasu (basso continuo).
Po založení divadla Leopoldstädter Theater v roce 1781, se stal prvním houslistou a dirigentem divadelního orchestru. Divadlo si záhy získalo obrovskou popularitu a dostalo se i do přízně císaře Leopolda.
První velký operní úspěch zaznamenal uvedením čtyřaktové zpěvohry na libreto Karla Friedricha Henslera: Das Faustrecht in Thüringen (Pěstní právo v Durynsku) roku 1796. Jeho slávu však založila romantická lidová pohádka Das Donauweibchen (Dunajská vodní víla), která měla premiéru v roce 1798 a patří dodnes k nejznámějším dílům skladatele. Byla velmi populární i v Rusku, kde se hrála pod poruštěným názvem Леста, днепровская русалка (Lesta, dněperská Rusalka).
Jeho opery se rychle šířily Evropou. Po dlouhé éře nezáživných italských oper se publikum bavilo singspiely a hudebními fraškami, které lépe vyhovovaly vkusu konce 18. století. Skladatel sám se stal jedním z nejpopulárnějších skladatelů typického vídeňského singspielu a i dnes bývá považován za jednoho ze zakladatelů nového typu německé romantické opery. Traduje se, že ve své době byly árie z jeho děl ve Vídni známější než díla Mozartova.
Toku 1786 se oženil Margarethou rozenou Tunelovou, která však záhy zemřela. V roce 1800 se oženil podruhé. V letech 1810–1811 řídil operu ve Štýrském Hradci a konečně v roce 1814 se stal dirigentem v dalším slavném vídeňském divadle v Josefstadtu.
V roce 1830 postihlo skladatele velké neštěstí. Během katastrofální povodně přišel o veškerý majetek a většinu notového materiálu. Zcela zlomen ještě hrál druhé housle v orchestru divadla Leopoldstadt. O rok později zemřel na celkové vyčerpání a v naprosté bídě.

## Dílo
Napsal asi 200 oper a singspielů, na 200 mší, řadu symfonických děl a mnoho skladeb komorní hudby. Jeho 12 Neue Ungarische Tänze (12 uherských tanců) odráží vliv cikánských kapel, které ovlivnily i řadu dalších skladatelů té doby. Mezi jeho zásluhy patří i zavedení xylofonu do západní hudby jako rovnocenného orchestrálního nástroje.
V jeho díle se objevují i české motivy (např. opery Wlasta, Königin der Amazonen z roku 1817, či Scharka, die Retterin Böhmens (1818).
Cembalová sonáta Sonata militaire byla omylem připsána Josefu Haydnovi jako Sonata D major, Hob. XVI: D1.
Některé jeho chrámové skladby jsou uloženy v Národním muzeu v Praze, v Hudebním archivu Moravského zemského muzea v Brně a u minoritů v Praze a v Želivě.

### Opery a singspiely
- Das Milchmädchen, singspiel (20. 10. 1782, Vídeň, Leopoldstädter Theater)
- Polyphem und Ulysses, singspiel (15. 12. 1785, Vídeň, Leopoldstädter Theater)
- Kaspar als Amor oder: Kaspar in Elisium, (16. 2. 1786, Vídeň, Leopoldstädter Theater)
- Der unschuldige Betrug, dětská opera (22. 6. 1790, Vídeň, Leopoldstädter Theater)
- Bastien und Bastienne (18. 8. 1790, Vídeň, Leopoldstädter Theater)
- Kaspars Zögling, singspiel (1. 2. 1791, Vídeň, Leopoldstädter Theater)
- Kaspar, der lustige Schafhirt, singspiel pro děti (11. 5. 1791, Vídeň, Leopoldstädter Theater)
- Die Serenade, opera (14. 6. 1792, Vídeň, Leopoldstädter Theater)
- Ritter Willibald oder: Das goldene Gefäss (Karl Friedrich Hensler), romantický singspiel (13. 6. 1793, Vídeň, Leopoldstädter Theater)
- Das Blumenfest, opera pro děti (11. 7. 1793, Vídeň, Leopoldstädter Theater)
- Zelmor und Ermide oder die gerettete Königstochter, opera (9. 6. 1793, Vídeň, Leopoldstädter Theater)
- Das Fischerstechen, Volksfest der Vorzeit, hra se zpěvy (29. 9.. 1796, Vídeň, Leopoldstädter Theater)
- Das Faustrecht in Thüringen (7. 4. 1796, Vídeň, Leopoldstädter Theater), 2 díl (17. 1. 1797, tamtéž)
- Der Waffenschmied, komická opera (27. 7. 1797, Vídeň, Leopoldstädter Theater)
- Das Donauweibchen, romantická pohádka (11. 1. 1798, Vídeň, Leopoldstädter Theater), 2. díl (13. 2. 1798, tamtéž)
- Der schwarze Ritter oder: Der weiße Mann (22. 3. 1798, Vídeň, Leopoldstädter Theater)
- Gute Menschen lieben ihren Fürsten oder: Die Jakobiner in Deutschland, singspiel (17. 7. 1799, Vídeň, Leopoldstädter Theater)
- Rinaldo Rinaldini, der Räuberhauptmann, hra se zpěvy 1. díl (11. 12. 1799), 2. díl (1. 3. 1800), 3. díl (15. 3. 1800, Vídeň, Leopoldstädter Theater)
- Das Waldweibchen, romantická pohádka (1. 4. 1800, Vídeň, Leopoldstädter Theater)
- Ferrandino, (14. 8. 1800, Vídeň, Leopoldstädter Theater), 2. díl (17. 7. 1801 Vídeň, Leopoldstädter Theater), 3. díl (7. 1. 1802, Vídeň, Leopoldstädter Theater)
- Die Bürgertreue der Vorzeit oder: Die Bergknappen von Freiburg (8. 1. 1801, Vídeň, Leopoldstädter Theater)
- Telemach, Prinz von Ithaka (29. 4. 1801 Vídeň, Leopoldstädter Theater)
- Die Löwenritter (17. 9. 1801, Vídeň, Leopoldstädter Theater) 2. díl (4. 10. 1804), 3. díl (8. 8. 1807), 4. díl (17. 8. 1807, tamtéž)
- Das Sternenmädchen im Maidlinger Walde (20. 10. 1801, Vídeň, Leopoldstädter Theater)
- Die Bauernliebe (20. 5. 1802, Vídeň, Leopoldstädter Theater)
- Waffenruhe in Thüringen (22. 7. 1802, Vídeň, Leopoldstädter Theater) 2. díl (11. 5. 1805, tamtéž)
- Die chinesischen Laternen (4. 10. 1803, Vídeň, Leopoldstädter Theater)
- Die Lazzaroni, 1. díl (15. 10. 1803, Vídeň, Leopoldstädter Theater) 2. díl (30. 11. 1803, tamtéž)
- Der glückliche Tag (3. 11. 1803, Vídeň, Leopoldstädter Theater)
- Philibert und Kasperl oder Weiber sind getreuer als Männer (7. 2. 1804 Vídeň, Leopoldstädter Theater)
- Das Loch in der Mauer (1. 3. 1804 Vídeň, Leopoldstädter Theater)
- Wilhelm Grieskircher, der edle Wiener oder: Die Belagerung Wiens (16. 4. 1804, Vídeň, Leopoldstädter Theater)
- Fritz von Berlingen und der Alte vom Berge (13. 9. 1804, Vídeň, Leopoldstädter Theater)
- Der rote Turm in Wien (20. 12. 1804, Vídeň, Leopoldstädter Theater)
- Der Stock im Eisen (20. 12. 1804, Vídeň, Leopoldstädter Theater)
- Die Faschingswehen (4. 3. 1805, Vídeň, Leopoldstädter Theater)
- Das Lustlager (16. 4. 1805, Vídeň, Leopoldstädter Theater)
- Der Hufschmied (6. 5. 1805,Vídeň, Leopoldstädter Theater)
- Der Mohr in Semegonda, 1. díl (11. 6. 1805, Vídeň, Leopoldstädter Theater), 2. díl (2. 8. 1805, tamtéž)
- Die Kreuzerkomödie (21. 6. 1805, Vídeň, Leopoldstädter Theater)
- Der travestierte Telemach, (29. Aug. 1805 Vídeň, Leopoldstädter Theater), 2. díl: Antiope und Telemach (Perinet), (23. 10. 1805, tamtéž)
- Die Unterhaltung auf dem Lande oder: Peterl, der dumme Pächtersohn (15. 1. 1806, Vídeň, Leopoldstädter Theater)
- Es ist Friede oder: Die Zurückkunft des Fürsten (18. 1. 1806 Vídeň, Leopoldstädter Theater)
- Das bezauberte Kaffeehaus oder: Pierrot als Marqueur auf Reisen (19. 3. 1806, Vídeň, Leopoldstädter Theater)
- Albert der Bär oder: die Weiber von Weinsberg (27. 3. 1806, Vídeň, Leopoldstädter Theater)
- Die eiserne Jungfrau oder: Der rote Turm, (30. 4. 1806, Vídeň, Leopoldstädter Theater)
- Der brave Mann oder: die Gefahr am Donaustrome (6. 6. 1806, Vídeň, Leopoldstädter Theater)
- Konrad von Riesenburg (16. 8. 1806, Vídeň, Leopoldstädter Theater)
- Heinrich der Stolze, Herzog von Sachsen (8. 9. 1806 Vídeň, Leopoldstädter Theater)
- Die Dorfdichterin und ihre Liebhaber (27. 11. 1806, Vídeň, Leopoldstädter Theater)
- Erwine von Steinheim (19. 12. 1806, Vídeň, Leopoldstädter Theater)
- Der Tanzmeister (6. 2. 1807, Vídeň, Leopoldstädter Theater)
- Der Wundervogel (7. 3. 1807, Vídeň, Leopoldstädter Theater)
- Inkle und Yariko (9. 4. 1807, Vídeň, Leopoldstädter Theater)
- Die Totenfackel oder: die Höhle der Siebenschläfer (12. 6. 1807, Vídeň, Leopoldstädter Theater)
- Asiens Edelster, (11. 7. 1807 Vídeň, Leopoldstädter Theater)
- Der verzauberte Gasthof oder: die Vermählung im Elisium (15. 7. 1807, Vídeň, Leopoldstädter Theater)
- Die Macht des Schicksals oder: die Männertreue auf Probe (24. 10. 1807, Vídeň, Leopoldstädter Theater)
- Kunz von Kauffungen (19. 11. 1807, Vídeň, Leopoldstädter Theater)
- Die Bewohner des glücklichen Tales (13. 2. 1808, Vídeň, Leopoldstädter Theater)
- Götz von Berlichingen (23. 4. 1808, Vídeň, Leopoldstädter Theater)
- Der Feldtrompeter (6. 5. 1808, Vídeň, Leopoldstädter Theater)
- Das Turnier von Ponthieu (4. 6. 1808 Vídeň, Leopoldstädter Theater)
- Die Fürsten der Langobarden (1. 9. 1808, Vídeň, Leopoldstädter Theater)
- Der gezwungene Bräutigam (9. 9. 1808, Vídeň, Leopoldstädter Theater)
- Der eiserne Ritter (4. 11. 1808, Vídeň, Leopoldstädter Theater)
- Die Leopoldsjagd ( (15. 11. 1808, Vídeň, Leopoldstädter Theater)
- Der alte Maler (26. 11. 1808, Vídeň, Leopoldstädter Theater)
- Der Rotmantel (27. 2. 1809, Vídeň, Leopoldstädter Theater)
- Untertanenliebe (20. 4. 1809, Vídeň, Leopoldstädter Theater)
- Die Judenhochzeit (11. 10. 1809, Vídeň, Leopoldstädter Theater)
- Die Zauberlaterne (26. 10. 1809, Vídeň, Leopoldstädter Theater)
- Die Wundergeige (4. 11. 1809, Vídeň, Leopoldstädter Theater)
- Das Familienfest (25. 11. 1809, Vídeň, Leopoldstädter Theater)
- Das Grauhütchen (23. 2. 1810, Vídeň, Leopoldstädter Theater)
- Der daumlange Hansel (9. 3. 1810, Vídeň, Leopoldstädter Theater)
- Die Eremitage (2. 6. 1810, Vídeň, Leopoldstädter Theater)
- August und Gustavina (4. 11. 1810, Štýrský Hradec)
- Sie Mann und Er Weib (1810, Štýrský Hradec)
- Das Bergschloss Gösting bei Grätz (1810, Štýrský Hradec)
- Megära, die fürchterliche Hexe (18. 2. 1811, Štýrský Hradec)
- Die Teufelsmühle (4. 3 1811, Vídeň, Leopoldstädter Theater)
- Das stolze Bauernmädchen (6. 4. 1811 Štýrský Hradec)
- Zelmor und Ermide (6. 4. 1811 Štýrský Hradec)
- Adelheid, Königin von Italien (3. 8. 1811, Vídeň, Leopoldstädter Theater)
- Die Brüder von Staffenberg ( (21. 9. 1811, Vídeň, Leopoldstädter Theater)
- Heinz von Geiersberg (5. 10. 1811 Vídeň, Leopoldstädter Theater)
- Der fürchterlichen Hexe Megära (14. 10. 1811, Vídeň, Leopoldstädter Theater)
- Mirana, das Bergweibchen (1812, Vídeň, Leopoldstädter Theater)
- Die Teufelsbrücke (14. 8. 1812, Vídeň, Leopoldstädter Theater)
- Der Geist im Harzgebirge. Die Teufelsbrücke bey Piemont oder: Der bezauberte Stiefel (14. 11. 1812 Vídeň, Leopoldstädter Theater)
- Die Zauberin aus Liebe (5. 12. 1812, Vídeň, Leopoldstädter Theater)
- Orpheus und Euridice (19. 2. 1813, Vídeň, Leopoldstädter Theater)
- Harlekins Abenteuer (2. 9. 1813, Vídeň, Leopoldstädter Theater)
- Das Mädchen an der Silberquelle (9. 10. 1813, Vídeň, Leopoldstädter Theater)
- Wiens froheste Erwartung (7. nebo 8. 5 1814, Vídeň, Josefstädter Theater)
- Die Schmiedstochter von Nürnberg (2. 7. 1814, Vídeň, Josefstädter Theater)
- Der Narrenturm (13. 8. 1814 Vídeň, Josefstädter Theater)
- Antonius und Cleopatra (29. 8. 1814, Vídeň, Josefstädter Theater)
- Prinzessin Eigensinn und König Bröselbart (21. 11. 1814, Vídeň, Josefstädter Theater)
- Berta von Lilienstein (19. 12. 1814, Vídeň, Josefstädter Theater)
- Der Zauber auf dem Berge Stiegerichs (27. 2. 1815 Vídeň, Josefstädter Theater)
- Die Musikanten am hohen Markte (28. 3. 1815, Vídeň, Josefstädter Theater)
- Herr Adam Kratzerl von Kratzerlsfeld (29. 8. 1815, Vídeň, Josefstädter Theater)
- Herr Adam Kralzerl und sein Pudel (18. 12. 1815, Vídeň, Josefstädter Theater)
- Herr Adam Kratzerl und seine Familie (20. 1. 1817, Vídeň, Josefstädter Theater)
- Herr Adam Kratzerl als Dorfrichter (15. nebo 16. 7. 1817, Vídeň, Josefstädter Theater)
- Die Banditen von Venedig (červenec 1815, Vídeň, Josefstädter Theater)
- Der neue Kampf für Freiheit und Recht (1815)
- Herr Hans Dampf (28. 3. 1816, Vídeň, Josefstädter Theater)
- Herr Adam und Frau Eva (18. 6. 1816, Vídeň, Josefstädter Theater)
- Velasco de Casto, 1. díl (18. 10. 1816), 2. díl (24. 11. 1816, Vídeň, Josefstädter Theater)
- Der neue Tancredi (červen 1817, Vídeň, Josefstädter Theater)
- Die drei Perlenkränze (28. 6. 1817, Vídeň, Josefstädter Theater)
- Wlasta, Königin der Amazonen [Wlasta, doe heldenmüthige] (16. 9. 1817, Vídeň, Josefstädter Theater)
- Amor und Psyche (2. 10. 1817, Vídeň, Josefstädter Theater)
- Scharka, die Retterin Böhmens (18. 7. 1818, Vídeň, Josefstädter Theater)
- Der Elephantenrüssel (5. 9. 1818 Vídeň, Josefstädter Theater)
- Die Drachenjungfrau (1820, Vídeň, Josefstädter Theater)
- Die Frau Mahm aus dem Pustertale (10. 9. 1826, Vídeň, Josefstädter Theater)

### Pedagogická díla
- Kurzgefasste Generalbass-Schule für Anfänger. Wien, J. Cappi. c. 1800
- Kurzgefasste Harmonieschule für Damen mit Tonsystem, worin das H ausgeschlossen wird. c. 1800